# Antonín Špaček
Generálmajor Antonín Špaček v. v. (23. května 1917 Hradčany na Hané – 3. dubna 2007) byl veteránem československého zahraničního odboje za druhé světové války. Bojoval ve Francii a Británii. Od roku 2001 až do své smrti předsedal Československé obci legionářské.

## Život
Po studiu na obchodní akademii v Prostějově narukoval v roce 1937 do československé armády. V letech 1937 až 1938 absolvoval záložní důstojnickou školu v Olomouci. Po zabrání Rakouska hitlerovským Německem byla příprava na této škole zkrácena a za zářijové mobilizace v roce 1938 velel kulometné četě v pevnosti u Horního Benešova. V září 1938 byl také povýšen do hodnosti četaře aspiranta. Když došlo 15. března 1939 k obsazení Československa, byl koncem měsíce propuštěn do zálohy. V té době se aktivně zapojil do ilegální sítě, která pomáhala lidem utíkat z protektorátu do zahraničí a sám na podzim roku 1939 odešel balkánskou cestou do Francie. Ve Francii sloužil v 1. československém pěším pluku a zúčastnil se bojů proti Němcům. Po kapitulaci Francie se s československými jednotkami přeplavil do Velké Británie.
Antonín Špaček se v roce 1943 v Británii oženil s anglickou důstojnicí Jean Thomasovou a v roce 1944 se jim narodil syn Milan. Od léta 1944 do konce války bojoval s československou samostatnou brigádou při obléhání u francouzského přístavu Dunkerque.
Antonín Špaček po válce sloužil u Hradní stráže a v říjnu 1945 se dostal na Vysokou válečnou školu. Po únoru 1948 byl ze studia vyloučen a následně propuštěn z armády. Jeho vyloučení osobně podepsal tehdejší ministr národní obrany Ludvík Svoboda. Jeho manželka a syn dostali v červnu 1948 ultimátum na opuštění území republiky do 24 hodin. Antonín Špaček nedostal povolení k vycestování. V únoru 1949 byl zatčen a v následujícím vykonstruovaném procesu za velezradu odsouzen k 10 letům těžkého žaláře. Odsouzení bylo kvůli tomu, že několik dnů před zatčením požádal o propuštění ze svazku armády a o zbavení československého občanství s úmyslem odstěhovat se za svou rodinou do Anglie. Nejprve byl vězněn na Pankráci, Borech, v trestnici v Opavě a nakonec byl poslán do pracovního tábora do uranových jáchymovských dolů.
Jeho manželství bylo v roce 1956 rozvedeno. Pracoval i po propuštění v jáchymovských dolech, celkem v nich pracoval přes 13 let. Poté pracoval u Obvodního podniku bytového hospodářství v Praze 3 jako topič, řadu let dělal domovníka. V roce 1969 byl v plném rozsahu rozsahu rehabilitován, v roce 1974 mu byla vrácena jeho vojenská hodnost.

## Ocenění
V roce 1993 byl jmenován generálem. Generál Antonín Špaček byl na jaře 2001 zvolen předsedou Československé obce legionářské. V dubnu 2004 byl zvolen na další funkční období. V červnu 2004 byl v Normandii dekorován francouzským presidentem Jacquesem Chiracem důstojníkem Řádu Čestné legie.
Je držitelem dalších vysokých českých i zahraničních vojenských vyznamenání.
Smutečního aktu rozloučení s generálem Špačkem se zúčastnil předseda vlády ČR.

## Vyznamenání
- 2004 –  Řád čestné legie , IV. třída – důstojník
- říjen 2006 –  Řád Bílého lva, I. třída – vojenská skupina